# 今巧
今 巧（こん たくみ）は北海道留萌市出身の元スキージャンプ選手。
留萌中学校→北照高等学校→専修大学→文化シヤッター。

## 日本国内での主な競技成績
- 1972.02.17(木) 全国中学校スキー大会ノルディックスキー・スペシャルジャンプ優勝
- 1974.01.28(土) 第6回北海道中学校スキー大会 優勝
- 1975.01.19(日) 第35回北海道スキー選手権大会 少年の部優勝
- 1975.12.21(日) 第6回名寄ピヤシリジャンプ大会 少年の部優勝
- 1976.01.10(土) 第4回札幌オリンピック記念国際スキージャンプ競技大会 少年の部優勝
- 1976.01.15(木) 第17回NHK杯ジャンプ大会 少年の部優勝
- 1977.01.09(日) 第18回雪印杯全日本ジャンプ大会 少年の部優勝
- 1977.02.12(土) 第26回全国高等学校スキー大会ノルディックスキー・スペシャルジャンプ優勝
- 1980.01.17(木) 第53回全日本学生スキー選手権大会 一部優勝